# Ambopteryx longibrachium
Ambopteryx longibrachium ("ambas alas de largos brazos") es la única especie conocida del género extinto Ambopteryx, el cual es un dinosaurio terópodo escansoriopterígido que vivió hace aproximadamente 160 millones de años, a finales del período Jurásico en el Oxfordiense del Jurásico Superior en lo que hoy es Asia. Es el segundo dinosaurio que se encuentra con plumas y alas membranosas con forma de murciélago.Yi qi, el primer dinosaurio de este tipo, fue descrito en 2015 y es el taxón hermano de Ambopteryx. Se cree que el espécimen holotipo es un subadulto o adulto. Se estima que el espécimen tenía una longitud corporal de 32 centímetros y un peso de 306 gramos.

## Descripción

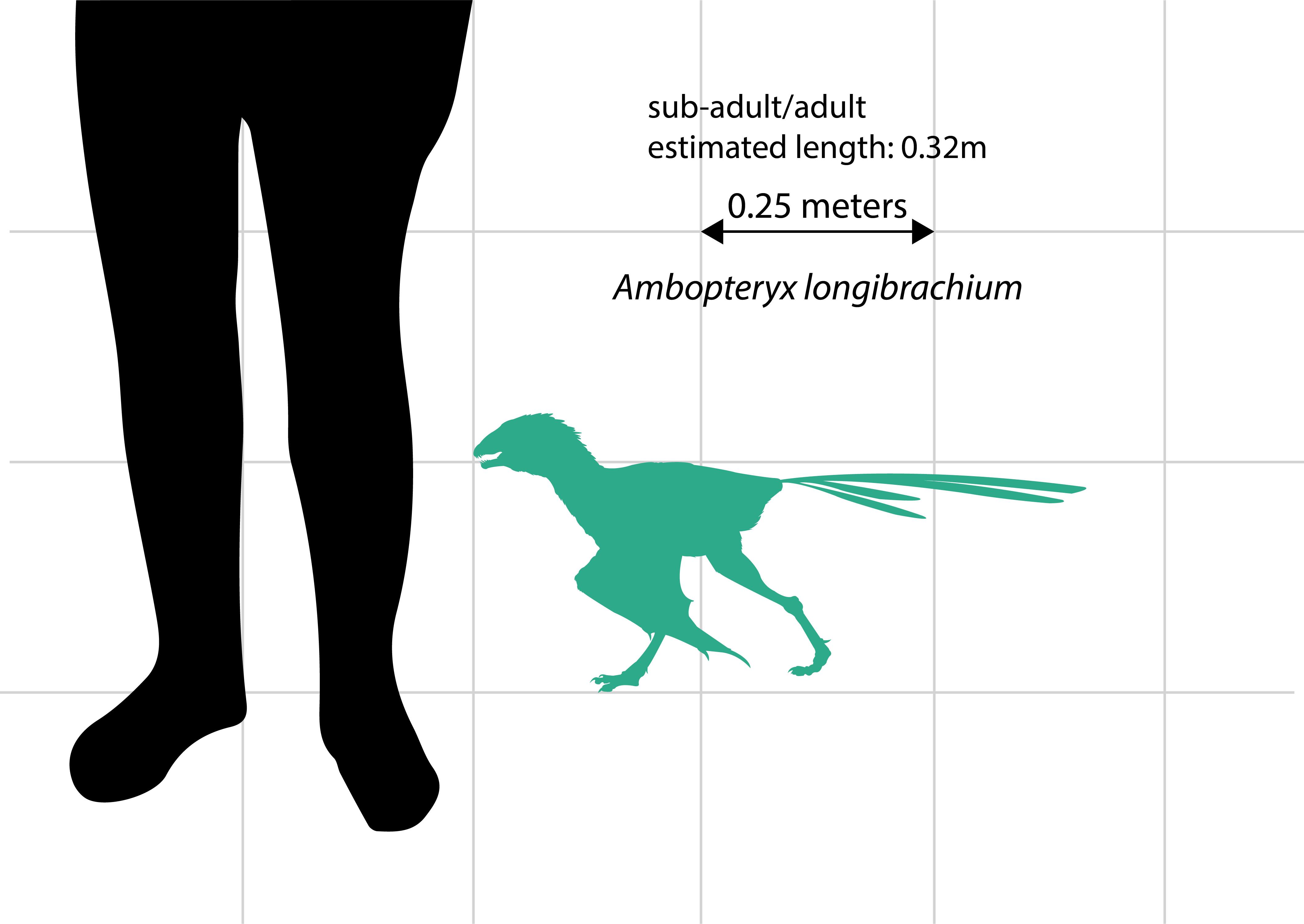
Ambopteryx longibrachium en comparación con un hombre humano adulto promedio

Al igual que otros escansoriopterígidos, Ambopteryx tenía una cabeza corta y un tercer dedo hiper alargado. Anteriormente se creía que los escansoriopterígidos usaban su tercer dedo para extraer gusanos de la madera, como el aye-aye. Sin embargo, Wang et al. supuso que la función principal del tercer dedo era la unión de la membrana del ala, o patagio, ya que sus dedos probablemente estaban rodeados de tejido membranoso y tenían movilidad limitada. Entre los escansoriopterígidos, Ambopteryx estaba más estrechamente relacionado con Yi qi, con el que compartía un "elemento estiliforme", un hueso alargado que se extendía desde el extremo distal del cúbito. El elemento estiliforme estaba ligeramente curvado y afilado hacia el extremo distal. Apoyaba la membrana del ala, que se extendía desde el tercer dedo hasta el abdomen.
Las extremidades anteriores de Ambopteryx eran aproximadamente 1,3 veces más largas que las posteriores, con el cúbito más corto que el húmero y casi el doble de ancho que el ancho del radio. A diferencia de la mayoría de los otros terópodos no avianos, tenía una cola corta que carecía de un punto de transición y terminaba en un pigóstilo, un conjunto de vértebras de cola fusionadas. Los únicos otros terópodos no avianos que se sabe que han tenido un pigóstilo son ciertos ovirraptorosaurios y tericinosaurios.

## Descubrimiento e investigación
El espécimen holotipo, IVPP V24192, es un esqueleto articulado y casi completo con tejido blando asociado preservado en una losa y una contra losa. Se recuperó en 2017 del equivalente estratigráfico de la Formación Haifanggou cerca de la aldea de Wubaiding en la provincia de Liaoning en China y pertenece a la Biota Yanliao.  La membrana del ala se conserva como una capa marrón continua en la matriz que rodea la mano izquierda, la extremidad anterior derecha y el abdomen. Las regiones de la cabeza, el cuello y los hombros están cubiertas con densas capas de plumas.
El nombre de género Ambopteryx se deriva de la palabra latina ambo que significa "ambos" y la palabra del griego antiguo πτέρυξ, pteryx, que significa "ala", una referencia a las alas membranosas del animal y al plano corporal similar a un pájaro. El nombre específico longibrachium se deriva de las palabras latinas longus que significa "largo" y brachium que significa "brazo".

## Paleobilogía
La región abdominal de Ambopteryx contiene una pequeña cantidad de gastrolitos y grandes fragmentos de lo que parece ser hueso. El hueso probablemente representa el contenido del estómago. Anteriormente, la dieta de los escansoriopterigidos era desconocida, pero su morfología dental inusual y la presencia de gastrolitos y posibles fragmentos óseos en Ambopteryx sugieren que eran omnívoros.